# Fœtus humain
 (juin 2015).
Si vous disposez d'ouvrages ou d'articles de référence ou si vous connaissez des sites web de qualité traitant du thème abordé ici, merci de compléter l'article en donnant les références utiles à sa vérifiabilité et en les liant à la section « Notes et références ».

Evolution de l'embryon (à g.) vers le fœtus (à d.)

Le fœtus humain est le fœtus de l'espèce humaine, stade du développement prénatal qui succède à l'embryon et aboutit à la naissance.
On considère que le stade fœtal débute à la fin de la 8e semaine de la grossesse. L'organogénèse est alors quasiment terminée.

## Développement
La chronologie utilisée ci-dessous décrit les changements spécifiques de l'anatomie et de la physiologie du fœtus « depuis la fécondation ». Cependant, les obstétriciens français datent souvent la grossesse en nombre de « semaines d'aménorrhée » (semaines avec absence de menstruations). Par convention, le début de la première semaine d'aménorrhée précède de deux semaines l'âge de fécondation (ou âge conceptionnel). Durant tout cet article, sauf mention contraire, nous mesurerons l'âge à partir de la fécondation, correspondant au début de la grossesse.

### 8 semaines

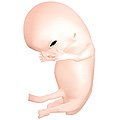
Fœtus humain, 8 semaines de grossesse (10 semaines d'aménorrhée).

Le risque de perte du fœtus est fortement diminué au début de cette étape. À ce stade, toutes les structures majeures, incluant les mains, les pieds, la tête, le cerveau, et d'autres organes sont présents, mais ils continuent à se développer et deviennent de plus en plus fonctionnels. Quand l'étape fœtale débute, un fœtus mesure environ 30 millimètres de long, et son cœur bat déjà. Le fœtus arrive à plier la tête, et effectue des mouvements qui impliquent tout le corps. Le cerveau montre des signes d'activité dès le 54e jour. Les sillons de l'épiderme responsable des empreintes apparaissent.

### 8 à 15 semaines
Le fœtus continue de se déplacer et bouge désormais plus précisément certains organes moteurs tels que les bras ou les jambes, des mouvements de hoquet, de respiration, d'étirement et de bâillement sont aussi observables. Ces simulacres de respirations sont importants et nécessaires au bon développement de ses poumons et remplissent ce rôle plutôt que d'apporter une quelconque quantité d'oxygène à ce stade-là. À partir de la 9e semaine le fœtus peut plier ses doigts autour d'un objet, plier les jambes ou encore courber les orteils en réponse à un contact sur le pied pour s'en éloigner. Le visage est bien formé et possède un aspect plus humain. Les paupières sont fermées et le resteront pendant plusieurs mois encore. La différenciation des organes génitaux mâle ou femelle devient prononcée. Des « bourgeons » de dents apparaissent, les membres ont continué de grandir et sont minces, de plus les globules rouges sont produits dans le foie. Des cheveux fins – appelés lanugo – apparaissent sur la tête. L'appareil gastro-intestinal forme le méconium, premières selles du fœtus. La peau du fœtus est pratiquement transparente. Les tissus musculaires et osseux se sont encore développés. Les premiers signes mesurables de l'activité électroencéphalographique se produisent durant la 12e semaine. À la fin de cette étape, le fœtus atteint environ la taille de 12 centimètres.

### 16 à 25 semaines

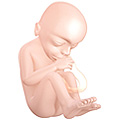
18 semaines de grossesse (20 semaines d'aménorrhée).

Le lanugo couvre entièrement le corps. Les sourcils, les cils et les ongles (des mains et des pieds) apparaissent. Le développement de ses muscles s'est accru, et des alvéoles (sacs d'air) se forment dans ses poumons. Le système nerveux est désormais suffisamment développé pour contrôler quelques fonctions du corps. Les cochlées sont maintenant développées, cependant les gaines de myéline dans la partie neurale du système auditif continueront de se développer jusqu'à dix-huit mois après la naissance. Le système respiratoire s'est développé à un point où il permet les échanges gazeux. L'accélération, les premiers mouvements fœtaux discernables par la mère sont souvent sentis durant cette période. Une femme enceinte pour la première fois (c'est-à-dire primipare) sent généralement les mouvements fœtaux aux alentours de la 18 et 19e semaine, alors qu'une femme ayant déjà eu un enfant sentira généralement les mouvements vers la 16e semaine. Vers la fin de ce cinquième mois, le fœtus mesure environ 20 centimètres.

### 26 à 38 semaines

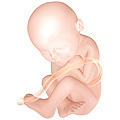
38 semaines de grossesse (40 semaines d'aménorrhée).

La quantité de graisses corporelles augmente rapidement. Les poumons ne sont pas entièrement matures. Les connexions aux thalamus, qui gère les facteurs sensoriels, se forment. Les os sont complètement matures mais sont encore mous et flexibles. Le fer, le calcium et le phosphore deviennent plus abondant. On observe une activité électroencéphalographique continue à partir de la 30e semaine. Les ongles atteignent les extrémités des doigts. Le lanugo commence à disparaître excepté sur les bras et les épaules. Les bourgeons de sein sont présents. Les cheveux deviennent plus épais. La naissance est imminente et se produit autour de la 38e semaine. Le fœtus est considéré comme arrivé à son terme de développement entre la 35e et 39e semaine, ce qui signifie qu'on le considère apte à vivre en dehors de l'utérus. Il mesure généralement de 48 à 53 centimètres.

## Viabilité

Taux de survie des enfants prématurés selon différentes études,,,,,.

La viabilité est la capacité de survie du fœtus dans un environnement extra-utérin. Selon l'OMS, la limite de viabilité est un âge inférieur à 22 semaines d'aménorrhée ou un poids inférieur à 500 g.
Il est difficile de fixer une limite de développement, d'âge, ou de poids par lequel un fœtus est considéré automatiquement comme viable ou bien dont la survie est réellement assurée. Néanmoins l'expérience montre que les bébés dont le poids est inférieur à 500 grammes ou dont l'âge est inférieur à 22 semaines d'aménorrhée survivent très rarement, et encore moins sans séquelles. Entre 22 et 26 semaines d'aménorrhée, moins de 15 % des enfants nés vivants sortent des soins intensifs sans séquelles majeures. Même les fœtus nés entre 26 et 28 semaines ont des difficultés pour survivre, principalement parce que leurs systèmes respiratoire et nerveux central ne sont pas complètement différenciés. Les malformations congénitales sont une cause fréquente de prématurité et de mort périnatale.
Durant les dernières décennies, les soins néonataux se sont nettement améliorés, permettant à un plus grand nombre de prématurés, même extrêmement prématurés, de survivre.
Depuis 2006, les deux enfants les plus jeunes ayant survécu à une naissance prématurée sont James Elgin Gill (né le 20 mai 1987 à Ottawa, au Canada, à 21 semaines et 5 jours de gestation), et Amillia Taylor (né le 24 octobre 2006 à Miami, en Floride, à 21 semaines et 6 jours de gestation). Ils sont aujourd'hui en bonne santé.

## Avortement
L'avortement est l'expulsion du fœtus avant qu'il ne soit viable, c'est-à-dire avant 20 semaines de gestation (ou 22 semaines d'aménorrhée), ou pour un fœtus de moins de 500 g, selon l'Organisation mondiale de la santé (OMS). On distingue plusieurs situations :
- on appelle « fausse couche » un avortement spontané ;
- on appelle « avortement provoqué » un avortement médicalement déclenché chez une femme :
  - lorsqu'il est motivé par des raisons médicales, soit parce que la poursuite de la grossesse serait dangereuse pour la santé de la mère, soit parce que le fœtus (ou l'embryon) est atteint de malformations, ou d'une maladie grave et incurable, on parle d'interruption médicale ou thérapeutique de grossesse (IMG),
  - lorsqu'il est décidé pour des raisons non médicales, dans un cadre légal, on parle d'interruption volontaire de grossesse (IVG),
  - lorsqu'il est pratiqué en dehors des conditions fixées par loi, on parle d'avortement clandestin.

## Auscultation des bruits du cœur fœtal
Durant l'examen gynécologique de la femme enceinte, il est nécessaire d'effectuer l'auscultation des bruits du cœur fœtal :
- à 6 semaines d'aménorrhée : visualisation du cœur fœtal à l'échographie endovaginale ;
- à 10-12 semaines d'aménorrhée (SA) : utilisation d'un détecteur à ultrasons utilisant l'effet Doppler ;
- à partir de 20-22 SA : utilisation d'un stéthoscope obstétrical (stéthoscope de Pinard).
- à partir de 22 SA et jusqu'à l'accouchement : utilisation d'un cardiotocographe obstétrical permettant le monitoring fœtal.

Le rythme de base se situe entre 110 et 160 battements par minute (bpm).

## Problèmes du développement

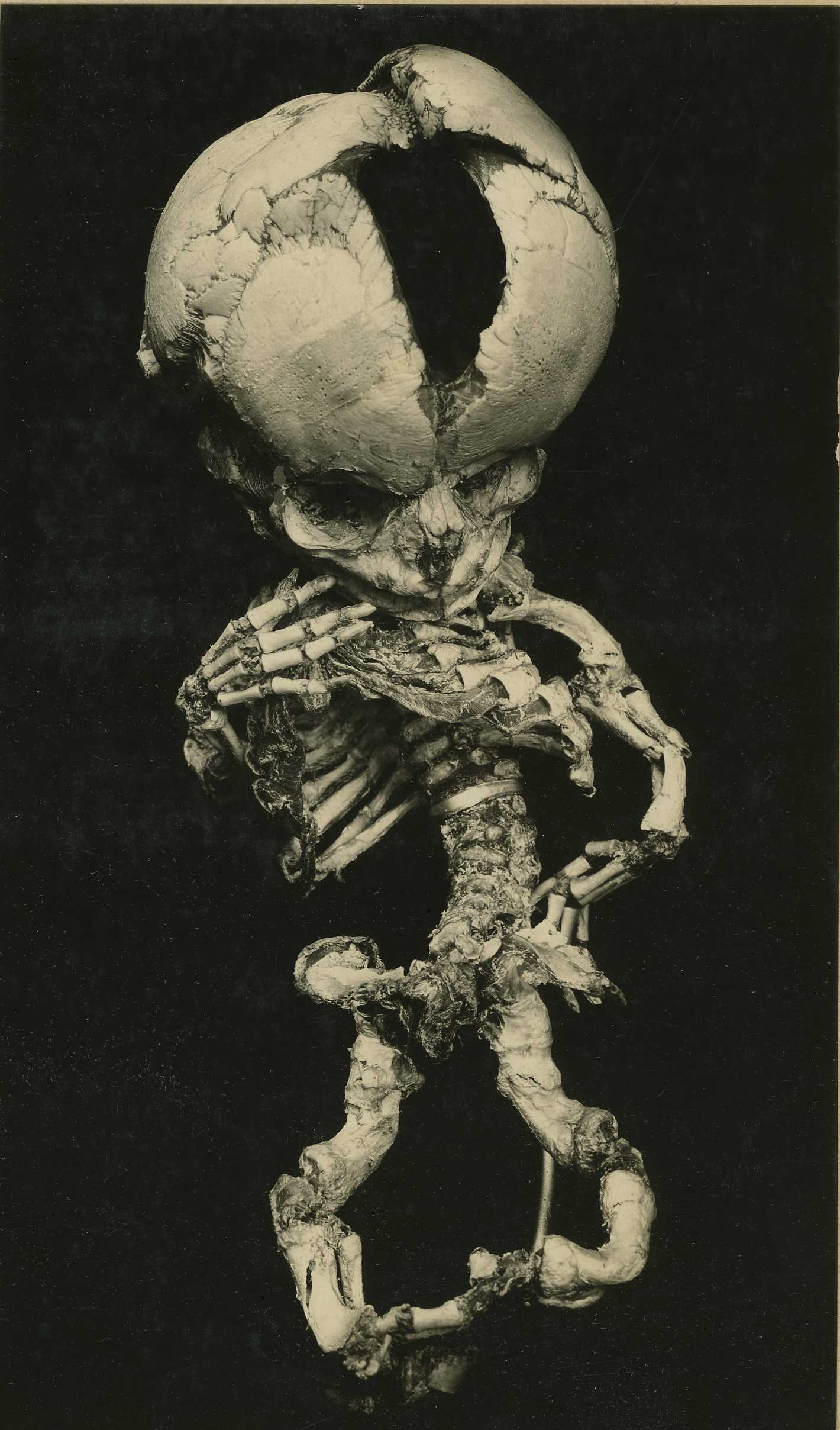
Squelette fœtal conservé pour la formation médicale (Archives médicales militaires des États-Unis) ; à la 7e semaine, les 110 pièces osseuses qui constitueront le squelette sont en place mais sont molles. L'ossification s'esquisse la semaine suivante à partir des vertèbres et se complète tout au long des 3e et 4e mois.

### Fœtus et environnement
Le fœtus est moins sensible que l'embryon aux agressions extérieures, mais l'exposition à certains agents infectieux ou substances toxiques peut causer anomalies physiologiques ou malformations.
La barrière placentaire ne protège pas le fœtus et l'embryon de tous les pathogènes ou toxiques de l'environnement qui sont présents dans le corps de la mère, et que l'on retrouve notamment dans le sang du cordon ombilical. En 2007, une nouvelle étude commandée par une ONG nord américaine (EWG) a recherché 413 substances chimiques toxiques ou indésirables dans le sang de cordons ombilicaux. 287 ont été trouvées (200 par bébé en moyenne, dont 187 réputées cancérigènes pour l’homme et/ou l’animal, 217 neurotoxiques ; 208 étant susceptibles, à partir de certaines doses, d'induire des malformations à la naissance d'après les expériences faites sur l'animal. On y trouve notamment des insecticides organochlorés (pour certains interdits depuis plus de 30 ans), des PCB, des PBDE (retardateurs de flamme), des dioxines, des PFC, des hydrocarbures, du plomb, du mercure, etc. à des doses qui ne sont pas susceptibles de mettre en danger la vie de l'enfant.
Une large étude américaine publiée en 2013 montre un lien entre la mortinatalité et les pics de pollution, notamment aux particules fines (PN10).
La consommation de boisson alcoolisée pendant la grossesse peut entraîner des soucis de santé, un retard mental, des problèmes de comportement pour le futur bébé.

## Questions éthiques

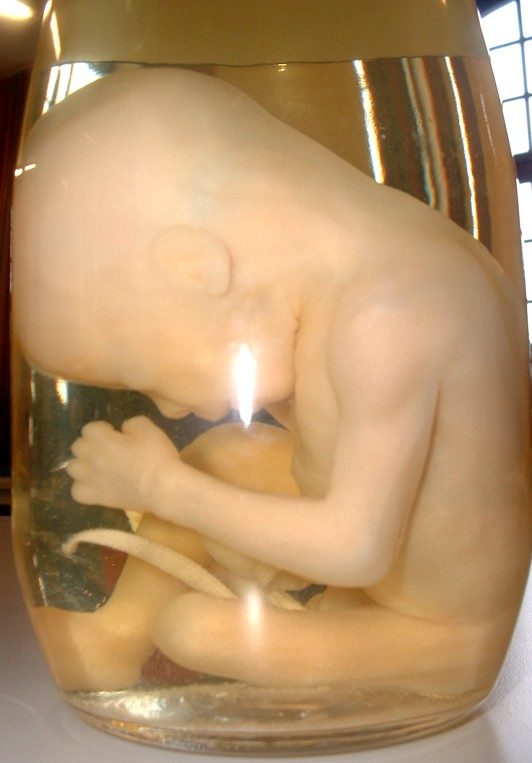
Un fœtus humain.

Les questions d'éthique liées au statut de l'embryon et du fœtus sont liées à la difficulté de déterminer à partir de quel moment on peut considérer qu'il s'agit d'un être humain à part entière. Ainsi la personnalité juridique du fœtus humain pose question dans des situations aussi diverses que l'interruption volontaire ou thérapeutique de grossesse, ou l'homicide involontaire in utero.
En France, le Comité consultatif national d'éthique reconnaît l'embryon ou le fœtus comme une « personne humaine potentielle », ce qui lui confère une protection inhérente à son caractère humain, sans toutefois le reconnaître titulaire d'une personnalité juridique.